# نيكولاس ديوز
نيكولاس ديوز (بالفرنسية: Nicolas Dieuze)‏ (مواليد 7 فبراير 1979 في ألبي - فرنسا) لاعب كرة قدم فرنسي يلعب حاليا لصالح نادي الدرجة الأولى غرونوبل الفرنسي منذ 2009 في مركز الوسط المحوري .

## روابط خارجية
- نيكولاس ديوز على موقع رابطة كرة القدم الفرنسية للمحترفين (الإنجليزية)
- نيكولاس ديوز على موقع قاعدة بيانات كرة القدم.إي يو (الإنجليزية)
- نيكولاس ديوز على موقع ليكيب (الفرنسية)
- نيكولاس ديوز على موقع كووورة